# Théorème de composition de Glaeser
Ne doit pas être confondu avec le théorème de Glaeser.
Le théorème de composition Glaeser est un théorème démontré en 1963 par Georges Glaeser.